# Ergotelis FC
De Gymnastische Vereniging «Ergotelis» Iraklion Kreta (Grieks: Γυμναστικός Σύλλογος «O Εργοτέλης» Ηρακλείου Κρήτης, Γ.Σ. Εργοτέλης), algemeen bekend als Ergotelis (Grieks: Εργοτέλης), is een Griekse voetbalclub uit de stad Iraklion, de hoofdstad van Kreta. De club werd opgericht op 7 augustus 1929, en is vernoemd naar de oude Kretenzische Olympische hardloper Ergoteles. Ergotelis speelt in de Football League, de op een na hoogste voetbalcompetitie in Griekenland. Sinds 2004 speelt de club haar thuiswedstrijden in de Pankritio Stadion, het grootste stadion van het eiland. 
De club speelde lange tijd in de lagere divisies en promoveerde in 2003 naar de Griekse tweede klasse. Ergotelis stootte meteen door naar de Griekse Super League, de hoogste nationale voetbalcompetitie in Griekenland, maar wist daar niet stand te houden. Na één seizoen in de Beta Ethniki keerde de club echter terug als kampioen van de tweede klasse. Ergotelis heeft in totaal negen seizoenen in de Griekse Super League gespeeld en werd in 2013/14 7e, in haar beste Super League seizoen ooit. De club speelt in de kleuren geel en zwart. Wedstrijden tussen Ergotelis en OFI Kreta, beide gevestigd in Iraklion, zijn in Griekenland bekend als de Kretenzische derby, maar worden tegenwoordig in vriendschappelijke omstandigheden gespeeld, omdat er geen felle rivaliteit meer is tussen de clubs en de fans.
De club trok zich aan het einde van het seizoen 2021/22 terug uit het profvoetbal.

## Bekende (oud-)spelers
- Abdulsamed Abdullahi
- / Ziguy Badibanga
- Miroslav Barčík
- Hugo Cuypers
- Altin Haxhi
- / Abdisalam Ibrahim
- / Oleg Iachtchouk
- Alexandros Kaklamanos
- Jeffrey Neral
- Patrick Ogunsoto
- Francisco Javier de Pedro
- Māris Verpakovskis

### Internationals
De navolgende Europese voetballers kwamen als speler van Ergotelis FC uit voor een vertegenwoordigend A-elftal. Tot op heden is Māris Verpakovskis degene met de meeste interlands achter zijn naam. Hij kwam als speler van Ergotelis FC in totaal 18 keer uit voor het Letse nationale elftal.
| Naam                 | Van        | Tot        | Totaal | Nationaal elftal |
| -------------------- | ---------- | ---------- | ------ | ---------------- |
| Suad Filekovič       | 26.03.2005 | 04.06.2005 | 3      | Slovenië         |
| Māris Verpakovskis   | 05.09.2009 | 15.11.2013 | 18     | Letland          |
| Vladimir Stojković   | 05.03.2014 | 06.06.2014 | 4      | Servië           |
| Altin Haxhi          | 16.08.2006 | 06.06.2007 | 9      | Albanië          |
| Giorgi Shashiashvili | 03.03.2010 | 25.05.2010 | 2      | Georgië          |
| Deividas Česnauskis  | 12.08.2009 | 12.08.2009 | 1      | Litouwen         |